# The Trouble with Angels
The Trouble with Angels – piąty studyjny album amerykańskiego zespołu Filter. Został wydany 17 sierpnia 2010 roku.

## Lista utworów
1. "The Inevitable Relapse" – 3:30
2. "Drug Boy" – 3:47
3. "Absentee Father" – 3:59
4. "No Love" – 4:20
5. "No Re-Entry" – 5:40
6. "Down with Me" – 3:53
7. "Catch a Falling Knife" – 4:03
8. "The Trouble with Angels" – 3:53
9. "Clouds" – 3:33
10. "Fades Like a Photograph (Dead Angel)" – 4:24

U.S. Deluxe Edition dodatkowe utwory
1. "The Inevitable Relapse" – 4:33
2. "Drowning" – 4:11
3. "Shot from the Sun" – 3:51
4. "My Life Before" – 5:29
5. "Plume" – 7:07

Europejska wersja Deluxe Edition dodatkowe utwory
1. "Leaving Without a Note" – 4:03
2. "Drug Boy" (remix) – 3:36

## Twórcy
- Richard Patrick – wokal, gitara
- Mika Fineo – perkusja
- Mitchell Marlow – gitara
- John Spiker – gitara basowa